# Velîke Bokove, Bârzula
Velîke Bokove (în ucraineană Велике Бокове) este un sat în comuna Liubașivka din raionul Bârzula, regiunea Odesa, Ucraina.

## Demografie
Componența lingvistică a localității Velîke Bokove
     Ucraineană (63,35%)
     Română (31,94%)
     Rusă (4,19%)
     Alte limbi (0,52%)
Conform recensământului din 2001, majoritatea populației localității Velîke Bokove era vorbitoare de ucraineană (63,35%), existând în minoritate și vorbitori de română (31,94%) și rusă (4,19%).